# Hudsonema alienum
Hudsonema alienum är en nattsländeart som först beskrevs av Mclachlan 1868.  Hudsonema alienum ingår i släktet Hudsonema och familjen långhornssländor. Inga underarter finns listade i Catalogue of Life.